# Alvin Kamara
Alvin Mentian Kamara (Atlanta, Georgia, 25 de julio de 1995) es un jugador profesional de fútbol americano estadounidense que juega en la posición de running back y actualmente milita en los New Orleans Saints de la National Football League (NFL).

## Biografía
Kamara asistió en la preparatoria Norcross High School en Norcross, Georgia, donde practicó fútbol americano y ayudó a la institución a ganar su primer campeonato estatal. Al finalizar la preparatoria, fue considerado como un atleta de cuatro estrellas y el 2° mejor running back todo-propósito de la nación por Rivals.com.
Posteriormente, asistió a la Universidad de Alabama donde fue un jugador reserva que compitió por un puesto en el equipo con futuros jugadores de la NFL como Derrick Henry, T. J. Yeldon y Kenyan Drake. También fue suspendido por el entrenador Nick Saban.
En 2014, Kamara se transfirió al Colegio Universitario Hutchinson en Kansas, donde corrió para 1,211 yardas (134.6 por juego) con 18 touchdowns en nueve juegos, por lo que ganó una calificación de cinco estrellas por parte de Rivals.com y fue reclutado por la Universidad de Tennessee.
En su primer año con los Tennessee Volunteers, Kamara jugó en los 13 juegos y compartió el backfield con Jalen Hurd y John Kelly, registrando un total de 698 yardas y siete touchdowns por tierra; así como 291 yardas y tres touchdowns por aire. En 2016, registró 596 yardas y nueve touchdowns por tierra, y también 392 yardas y cuatro touchdowns por aire.

## Carrera

### New Orleans Saints
Kamara fue seleccionado por los New Orleans Saints en la tercera ronda (67° selección general) del Draft de la NFL de 2017.
En su temporada como novato en 2017, dividió las tareas de backfield con Mark Ingram Jr.; registró menos acarreos pero tuvo más recepciones que su compañero. El 19 de diciembre de 2017, Kamara fue nombrado al Pro Bowl junto a Ingram, convirtiéndose en la primera pareja de corredores del mismo equipo en recibir tal honor. Sus 728 yardas terrestres y 826 yardas recibidas lo convirtieron en el primer jugador de los Saints en registrar una temporada 700/700, tercera vez para un novato en la historia de la NFL y la undécima temporada 700/800 por cualquier jugador de la NFL. Después de una espectacular temporada como novato, Kamara fue nombrado Novato Ofensivo del Año de la NFL y al segundo equipo All-Pro.
En 2018, su compañero de equipo Mark Ingram Jr. fue suspendido durante los primeros cuatro juegos de la temporada regular, por lo que Kamara comenzó la temporada como el principal corredor de los Saints. Terminó su segunda temporada profesional con 883 yardas y 14 touchdowns terrestres, sumado a 81 recepciones para 709 yardas recibidas y cuatro touchdowns, por lo que fue nombrado al Pro Bowl por segunda ocasión consecutiva.
En 2019, Kamara terminó con 797 yardas y cinco touchdowns por tierra, además de 81 recepciones para 533 yardas y un touchdown. A pesar de disminuir sus estadísticas generales, fue convocado a su tercer Pro Bowl como sustituto.
El día antes del primer juego de los Saints en 2020, Kamara firmó una extensión de contrato por cinco años y $75 millones. El 25 de diciembre de 2020, Kamara corrió para 155 yardas en una victoria por 52-33 sobre los Minnesota Vikings y empató el récord de la NFL de seis touchdowns por tierra en un solo juego, establecido por Ernie Nevers hace 91 años. Por su actuación en dicho encuentro, fue nombrado Jugador Ofensivo de la Semana de la NFC. Kamara se vio obligado a perderse el último juego de la temporada contra los Carolina Panthers debido a que fue colocado en la lista de reservas por COVID-19 el 1 de enero de 2021. En general, terminó la temporada regular de 2020 con 187 acarreos para 932 yardas terrestres y 16 touchdowns, además de 83 recepciones para 756 yardas recibidas y cinco anotaciones. Sus 16 touchdowns fueron el segundo registro más alto de la liga (igualado con Dalvin Cook), solo por detrás de las 17 anotaciones de Derrick Henry.
En la Semana 7 de la temporada 2021, Kamara tuvo 10 recepciones para 128 yardas y un touchdown, junto con 51 yardas terrestres, en una victoria por 13-10 sobre los Seattle Seahawks, lo que le valió el premio al Jugador Ofensivo de la Semana de la NFC. En la Semana 14, después de perderse los cuatro juegos anteriores debido a una lesión, Kamara regresó con 27 carreras para 120 yardas y un touchdown junto con cuatro recepciones para 25 yardas en la victoria por 30–9 sobre los New York Jets. Terminó la temporada con 897 yardas terrestres y cuatro anotaciones, además de 47 recepciones para 439 yardas y cinco anotaciones. A pesar de disminuir su rendimiento en comparación con años anteriores, fue convocado a su quinto Pro Bowl consecutivo tomando en consideración que fue el líder del equipo y su primera temporada sin jugar junto al mariscal de campo Drew Brees.

## Estadísticas generales
|  | Seleccionado al Pro Bowl |

| Año   | Equipo | Juegos | Juegos | Acarreos | Acarreos | Acarreos | Acarreos | Acarreos | Acarreos | Recepciones | Recepciones | Recepciones | Recepciones | Recepciones | Recepciones | Balones sueltos |
| Año   | Equipo | GP     | GS     | Att      | Yds      | Avg      | Long     | TD       | 1D       | Rec         | Yds         | Avg         | Long        | TD          | 1D          | Balones sueltos |
| ----- | ------ | ------ | ------ | -------- | -------- | -------- | -------- | -------- | -------- | ----------- | ----------- | ----------- | ----------- | ----------- | ----------- | --------------- |
| 2017  | NO     | 16     | 3      | 120      | 728      | 6.1      | 74       | 8        | 42       | 81          | 826         | 10.2        | 40          | 5           | 38          | 1               |
| 2018  | NO     | 15     | 13     | 194      | 883      | 4.6      | 49       | 14       | 64       | 81          | 709         | 8.8         | 42          | 4           | 37          | 1               |
| 2019  | NO     | 14     | 9      | 171      | 797      | 4.7      | 40       | 5        | 32       | 81          | 533         | 6.6         | 41          | 1           | 28          | 4               |
| 2020  | NO     | 15     | 10     | 187      | 932      | 5.0      | 49       | 16       | 58       | 83          | 756         | 9.1         | 52          | 5           | 35          | 1               |
| 2021  | NO     | 13     | 10     | 240      | 897      | 3.7      | 30       | 4        | 42       | 47          | 439         | 9.3         | 31          | 5           | 20          | 0               |
| Total | Total  | 73     | 45     | 912      | 4,237    | 4.6      | 74       | 47       | 238      | 373         | 3,263       | 8.7         | 52          | 20          | 158         | 7               |

Fuente: Pro-Football-Reference.com